# マーガレット・サンガー
マーガレット・ヒギンズ・サンガー（英語: Margaret Higgins Sanger, 1879年9月14日 - 1966年9月6日）は、アメリカ合衆国の産児制限活動家。性教育者。看護師。作家。優生学のある側面における唱道者。日本ではサンガー夫人として知られていた。
「避妊、産児制限（Birth control）」という言葉を造語し、全米初の産児制限クリニック、全米家族計画連盟を開設した。現代の産児制限運動の創設者と広く見なされている。

## 生涯

息子のストュアートとグラントと共に（1919年頃）

1879年、ニューヨーク州コーニングにマーガレット・ルイーズ・ヒギンズ（Margaret Louise Higgins）として誕生。両親共アイルランド系、母のアン・パーセル・ヒギンズ（Anne Purcell Higgins）は敬虔なカトリック信者で、父のマイコー・ヘネシー・ヒギンズ（Michael Hennessey Higgins）は石工で無神論者であった。彼女の母は結核と頸部の癌のために49歳で死去するまでに、生涯で18回妊娠し11回出産した。マーガレットは11人のうちの6人目の子であり、幼年期をせわしい家庭で過ごした。マーガレットは姉に授業料を払ってもらいながらハドソンにあった寄宿制の学校、クラバラック大学に通学し医師になることを志していたが、経済的にやっていけなくなった。マーガレットが帰宅し、ニューヨークの裕福な郊外であるホワイト・プレインズにあった病院付属の看護学校に通い始めた1899年に母親は死去した。1902年、マーガレットはユダヤ人建築家のウィリアム・サンガー（William Sanger）と結婚した。結核に脅かされながら、結婚翌年に男子を一人出産、さらに翌年に弟と妹を出産したが、この女子は結核により夭折。一家はニューヨーク州ウェストチェスターの閑静な郊外へ転居した。

### 社会運動
しかし1912年の大火で自宅が焼失したため、一家はニューヨークシティに転居する。サンガーはマンハッタン東部イーストサイドのスラム街で訪問看護師として働き始め、この頃から夫婦で政界関係者と親交を持ちはじめニューヨーク社会党女性委員会に加盟する。世界産業労働組合に参加し労働運動に自らも取り組み、地元の知識階級、左派系芸術家、社会主義者、社会運動家と付き合い始めた。
サンガーは労働者階級の移民女性たちを看護する中で、望まない妊娠を避ける方法がわからないために、頻繁に出産、流産、自発的中絶を経験する女性たちに出会った。避妊に関する情報へのアクセスは、1873年の連邦コムストック法および多数の州法により、わいせつであるという理由で禁止されていた。サンガーはこれらの女性たちを救済しようと公立図書館を訪れたが、避妊に関する情報は一切存在しなかった。
避妊と労働者階級のエンパワーメントの関係を考え、サンガーは、女性を望まない妊娠のリスクから解放することによってのみ、根本的な社会変革が起こると信じるようになった。

### 産児制限運動
貧困層の女性に「家族制限（Family Limitation）」というパンフレットを配りつづけ、コムストック法違反の廉で何度もスキャンダルを巻き起こし投獄された。避妊法と避妊具を広めることが猥褻行為にあたったためだ。
1913年、夫と離婚する。1914年、産児制限の普及を目的とした新聞「女性反逆者（The Woman Rebel）」を始めた。1916年10月16日、NYのブルックリンに家族計画と産児制限のための診療所を開設した。この種の施設としてはアメリカで最初のものである。これは官憲の不興を買うことになり、サンガーは猥褻郵便物（産児制限に関する情報）を送付した廉で逮捕された。起訴を逃れるためサンガーは欧州に渡り、そこで著名なSF作家H・G・ウェルズと恋仲になった。翌年、合衆国に帰ると活動を再開し、不定期刊行物の「産児制限レビュー&ニュース（The Birth Control Review and Birth Control News）」を立ち上げた。アメリカ社会党の機関紙「呼び声（The Call）」に健康に関する寄稿を行うこともあった。

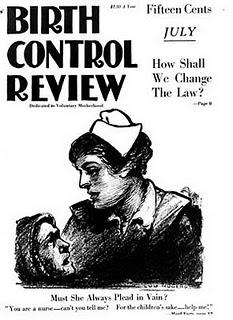
サンガーは『Birth Control Review（産児制限批評）』を1917年から1929年まで刊行した。

1916年、マーガレットは「全ての娘が知るべきこと（What Every Girl Should Know）」を出版、この本は月経などに関する基礎的な知識だけではなく、思春期の性についても理解を広めようとするものであった。1917年には「全ての母が知るべきこと（What Every Mother Should Know）」を出版した。この年、マーガレットは「社会の邪魔者」として感化院に押し込まれた。これらサンガーの記事は性に対してあまりにフランクでストレートであったため、多数の読者から激昂を買ったが絶賛する声も多くあった。
サンガーはクリニックの有罪判決に対する控訴により、女性への避妊情報の配布を禁じる法律から医師を免除する（医学的理由による処方の場合）1918年の裁判所判決を獲得し、この抜け穴を利用するために1923年に臨床研究局（CRB）を設立した。CRBはアメリカ初の合法的な産児制限クリニックであり、スタッフはすべて女性の医師と福祉士であった（1940年に、サンガーの功績をたたえて「マーガレット・サンガー研究局」と改名）。このクリニックはジョン・D・ロックフェラーJrとその家族から多額の資金提供を受けており、彼らはその後数十年にわたってサンガーの活動に匿名の寄付を続けた。
サンガーがアメリカ産児制限連盟（ABCL）を設立したのは1921年のことである。翌1922年、サンガーは日本に渡り、日本人産児制限活動家である男爵夫人石本静枝と共同して産児制限運動を推進しようとした。訪日はこの他にもその後数年の間に6回に及んだ（後述）。また1922年には、サンガーは石油王ジェームス・ノア・ヘンリー・スリー（James Noah Henry Slee、1861-1943）と結婚した。
またこの年には「産児制限のための連邦法制定全米委員会」を立ち上げ、その会長となった。サンガーは法廷闘争のために、1932年に日本の医師からペッサリーを購入した。このペッサリーはアメリカ政府に押収され、サンガーのその後の法廷闘争は、医師が避妊具を入手することを禁じたコムストック法の重要な条項を覆す1936年の判決につながった。後の1937年に解散するまで会長でありつづけた。1927年にはジュネーブで開かれた最初の世界人口会議の組織に当たって助力を行った。
1930年「産児制限国際情報センター」の会長となった。1932年1月、新歴史会で演説を行い、これは後の「平和のための計画 （A Plan for Peace） 」の元となった。1937年、サンガーはアメリカ産児制限協議会（Birth Control Council of America）の議長となった。1939年から1942年まではアメリカ産児制限連盟（Birth Control Federation of America）の名誉代表をつとめた。後に連盟はプランドペアレントフッドに改名された。
1948年、サンガーは国際家族計画委員会の設立に尽力した。同連盟は1952年に国際家族計画連盟に発展し、すぐに世界最大の非政府国際女性の健康、家族計画、産児制限組織となった。サンガーは同組織の初代会長となり、80歳になるまで同職を務めた。
1950年代初頭、サンガーは慈善家キャサリン・マコーミックに生物学者グレゴリー・ピンカスに資金提供を促し、最終的にエノビッド（Enovid）という名前で販売されることになる経口避妊薬を開発させた。

### 晩年
1960年アメリカ合衆国大統領選挙において、サンガーはジョン・F・ケネディ候補が産児制限に関してとっている態度に辟易することになった。ケネディは産児制限を国政の問題とするべきではないと主張していたためである。ケネディが当選したらアメリカを去ると言っていたサンガーであったが、後に態度を改めた。
1960年代初頭から、開発されたばかりの経口避妊薬の利用を推進した。欧州だけでなくアフリカ、アジアを回り、特にインドと日本で講演を行い診療所の設置を援助した。
1966年、アリゾナ州のトゥーソンにて心不全により死去。享年87歳。死の数か月前にグリスウォルド対コネティカット州事件（381 US 479、避妊法の指導者が州法違反として訴えられた事件。避妊具利用法の指導を禁止したコネティカット州法が違憲とされた。プライバシー権を認めた判決）の歴史的な判決が出た直後であった。この判決で、アメリカにおいては夫婦の間の産児制限が合法化されることとなり、まさに50年に及ぶの闘いの頂点となったのである。サンガーの死後、プランド・ペアレントフッドの会長は産婦人科医のアラン・ガットマッハーに引き継がれた。

## 日本での活動

来日時のマーガレットと息子のグラント（横浜港・1922年）。1937年にも再来日し、戦後も日本の産児制限のため5度来日した。

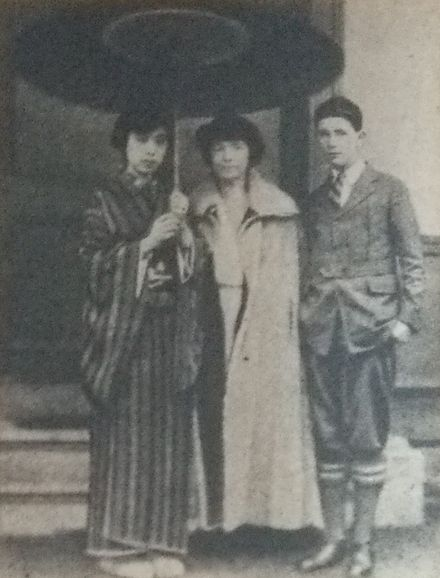
訪日時のマーガレットと石本男爵夫人・静枝（右端は彼女の次男）

日本の産児制限運動は、サンガーの思想に強く影響を受けていた。1920年1月17日、ニューヨークの自宅でマーガレットと出会った男爵夫人石本静枝は、彼女に啓発され日本に招待する。のちに彼女はシヅエのことを「魂の友（ソールメイト、soul mate）」と称している。
2年後の1922年（大正11年）、改造社社長の山本実彦らにより正式に招待され初来日、日本における全国的な家族計画運動の端緒となった。渡航の船上では、加藤友三郎男爵、埴原正直外務次官らと談話し、また日本の乗客らがサンガーの特待室を訪れて産児制限の話を聞いていた。来航後、官憲により一度入国拒否されるが、内務省は日本帝国の領土内でサンガーが産児制限の講演をすることを禁じ、彼女がもってきた宣伝用パンフレットを、横浜埠頭で押収した。一行と共に加藤時次郎が院長を務める平民病院を視察後、華族会館を訪れ川村鉄太郎伯爵、寺島誠一郎伯爵らと懇談し全者と産児制限運動に関して合意を得た。京都市医師会主催の専門家を対象とする特別講演だけは許可され、山本宣治議員はその通訳をつとめた。全国に妊娠調節相談所（後に受胎調節相談所） 、産児調節研究会が発足し「避妊」の大規模な宣伝となった。同年5月、日本産児調節研究会が設立。
1933年、皇太子誕生を切望していた当時の帝国政府から、加藤シヅエと労農党の加藤勘十議員を通じて男児産み分けの方法を探られる。サンガーは当時の食べ物による産み分け法を政府高官に提供し、この方法は昭和天皇の元に直接届いたという。食生活による男女産み分けに科学的根拠はなく、サンガーも疑義を呈していたが後に継宮明仁親王の誕生には何らかの影響を与えたのでは、と語っている。
また1936年1月に再来日、1937年8月には、アメリカから中華民国へ向かう途中、日本に立ち寄り、東京で日本産児調節婦人同盟の主催する歓迎会に出席するなどした。

### 戦後
終戦後、当時のダグラス・マッカーサーらGHQにより一度来日及び滞在ビザが断られるも、当時の大統領夫人エレノア・ルーズベルトの尽力などにより来日が許可され、1952年（昭和27年）10月30日に毎日新聞社の招きにより正式に再来日。ラジオ対談、座談会、公衆衛生院視察、講演会などの行事をこなし、11月2日に東京都北多摩郡狛江村（現：狛江市）を視察した。「産児調節のモデル村」として知られている同村視察、指導員が模型を使ってペッサリーの使用法を教える実況を視察し、賞賛の言葉を述べて激励したと伝えられる。この時、政府に避妊具デュレックスを寄贈する。
1954年（昭和29年）4月13日に来日し（当時72歳）、東京と京都の各地で婦人団体、説明会にのぞむ。草葉隆圓厚生大臣を訪問し日本の家族計画運動について懇談した際、妊娠中絶件数が多いことを嘆き家族計画政策の展開を要請した。次いでアメリカで開発中の避妊ピルの話をし、「日本でも早速その薬品見本を輸入されてはいかがですか」と提案。草葉大臣は「それでは、中央優生保護委員会の分科会が試験に参加することにしましょう。」と約束した。これにより日本人が初めて経口避妊薬の存在を知ることになり、同年10月5日、厚生省の会議で日本政府が産児制限を人口抑制策として推進する方針を明確に打ち出した。さらに政府は参議院厚生委員会に参考人として招聘し、家族計画・産児制限、またその米国事情について意見を仰いだ。この時日本の国会で発言した初の外国人となり、サンガーは前年成立した優生保護法について「非常に立派で理路整然」と述べている。この時サンガーの指導により正式に日本家族計画連盟が発足した。
1955年10月24日、東京都で開催された国際家族計画連盟第5回会議に参加、グレゴリー・ピンカス教授が開発した経口避妊薬について紹介する。この時川崎秀二厚生大臣から感謝状を授与され、高松宮・高松宮妃と会談した。またアリソン米国大使の反対の中、同年秋の園遊会にも招待され大使と共に昭和天皇、香淳皇后と謁見した。
1959年6月11日の来日の際には、鳩山薫らとの対談の後首相官邸を訪問し岸信介総理大臣と産児制限について対談した。前年の第一次ベビーブーム後の出生率急落について「これほど短期間に劇的に出生率が低下した国は世界にない」と感激すると共に、依然として避妊をする親が少なく中絶に頼っていることを危惧し、中絶は母体に危険があり健康を損なうとして首相と合意を得た。
1965年、死の前年に政府から勲三等宝冠章を叙勲された。マーガレット推奨の産児制限運動により、日本社会が静謐になったことへの栄誉であった。
1953年一年後の再来日を前に遺言のようなメモを残していた。
| 「                                          | 私が死んだ場合、2週間以内に火葬されたいです。今回日本に行くのは東京に埋葬されるため。遺骨のままか遺灰にするか、政府、厚生大臣もしくは加藤シヅエ議員が指定する場所で。これは日本国民と日本政府への感謝です。世界で唯一、私と産児制限活動を正式に認めた国。天皇にも献上されて （In case of my death – I want to be cremated not before two weeks later – The heart to go to Japan to be buried in Tokyo – any place the Govt or Health and Welfare Minister, together with Senator Shidzue Kato wish to have it buried, as it is or in ashes – This is gratitude to the Japanese people & Govt – The only country in the world who have officially recognized me & the BC work – also presented to the Emperor） | 」 |
| —Burial Instructions(1953?) MSM S83:889-890 | |    |

## 思想
サンガーは自由な思想を持っていた無神論者の父親の影響を強く受けているが、女性の健康や出産への自分自身を含めた社会の無理解に深く失望したのは母親の死がきっかけであった。サンガーはまた、一般社会及び宗教上の権威者が女性を男性の下に置き続けようとして、自らの発した性及び避妊に関するメッセージを検閲することも批判した。サンガーの主な政敵はカトリック教会であったが、彼女は無神論者としてキリスト教信仰を、反啓蒙主義的であり非科学的であり、女性問題について理解がなさすぎる上社会福祉に反する、として攻撃した。女性の間で性病の危険性への認識が低く、治療機会も少ないことについて特に厳しく批判した。サンガーによると、これらの社会悪は体制側の男性の中に本能的に存在する女性を無視し続ける態度に因って来るものであるとし、また現代社会が性病患者の登録管理を行っていないことにも痛罵を浴びせた。
| 「                             | 現代における最も深刻な悪は、大家族の誕生を推奨することです。今日における最も非人道的な慣習は、あまりにも多くの子を産むことです。 | 」 |
| —Woman and the New Race 1920年 | |    |

革新主義時代にアメリカ社会党で活動していたサンガーは社会主義者、生来のヒューマニタリアンと自称しており、若い労働者階級の女性が置かれた満足すべきでない状況について、現代資本主義の悪であると非難している。また、新マルサス主義における人口過多が貧困の源であると指摘し、大家族を今日の諸悪の根源としていた。大家族出身の貧困者、そこから生まれてくる子供は「望まれず、歓迎されず」、極悪な生活水準にあり病身であり知能が低く、その多くは不良、犯罪者になると断定している。

### 優生学
サンガーは社会哲学の一つである優生学の唱道者であり、米国における第一人者であった。サンガーの優生思想は、ハヴロック・エリス、H・G・ウェルズ他のイギリスの優生学者の影響を受けていた。サンガーは当時流行していた優生学運動を利用して、人口過剰、貧困、伝染病、食糧不足、児童労働に対する解決法として産児制限を推奨し、人類全体の人種改良と健康増進、個人主義のさらなる向上のために必要であるというな生物学的議論を起こした。サンガーは消極的優生学を支持し、当時「不適合」または精神薄弱であった人々、または深刻な身体的疾患を伝承させると信じられていた者の出産を非推奨し、避妊具を使用できない者には不妊手術を提唱した。遺伝的に不適合な人物をターゲットとして優生学者がすすめた社会的介入法としては、選択的な生殖、断種（強制不妊手術）、安楽死が含まれた。1932年にサンガーは、その様相が人種の持久力に有害であると知られている人物、例えば精神薄弱者、白痴者、軽愚者、精神異常者、梅毒患者、てんかん患者、犯罪者、売春従業者、その他この階級に属する者の移民入国の制限を主張すると共に、この「悪い家系」を断つための強固なポリシーについて触れている。
| 「                      | 子孫が既に腐敗している集団、または望ましくない形質が子孫に伝承する可能性のあるような遺伝子を持つ集団には、強固で苛烈な断種政策と隔離政策を執行せよ。 | 」 |
| —My Way To Peace 1932年 | |    |

第一次世界大戦後、サンガーは子供の養育費を払えない人々の出産を制限する社会運動をより強く訴えた。中産階級以上で教育を受けた人々はすでに産児制限を実行していたが、無教養な貧困層は避妊に関する情報にアクセスできなかったためだ。サンガーの言説には現在の基準で明らかに障害者差別、白人至上主義と捉えられるものが多く、優生学的な不適合者を「産まれるべきではなかった人間」「雑草人間」と表現している。サンガーは消極的優生学による人種衛生の考えを推進した。もっとも、サンガーはある特定の人種・民族が総体として他の人種に比べ優生学的に優位であるないし劣位であると示した部分はなかった。サンガーは人種改良のための産児制限を明確にし、ほとんどのアメリカ人（当時）と同様に移民の選別を支持したが、彼女は常に優生学の適合性（fitness）を人種ではなく個人においた。さらにナチス・ドイツ優生学のよる反ユダヤプログラムなどの民族浄化を「悲しく、恐るべきこと」とし、良き人々が残虐行為を礼賛する戦争は危険だと記した。
生物学と遺伝学の進歩によって、サンガーが支持する消極的優生学、障害者が子供を産めないようにして人類の資質を向上させるような方法は実際には無効だろうと考えられるようになった。サンガーは社会を3つの集団に分類した。家族の人数を制限する「教養と知識のある」階級、手段と知識はないが家族を制限しようとする「理知的で責任感のある」階級、そして第三を「無責任で無謀な」階級とした。
| 「                           | 第三階級は、無責任で無計画であり、自分達の行為の結果を少しも考慮していない、もしくは宗教的しがらみのために子供の数をコントロールできていない。この集団の多くは罹病しており、精神薄弱であり、正常な社会適合者の支援に依存している貧困層だ。この集団は生殖を止めるべきだ、という考えを全ての人が心の中で持っていることに疑いの余地はない。 | 」 |
| —Birth Control Review 1921年 | |    |

サンガーは産児制限を優生学的に劣る（dysgenic） 子供が生まれないようにするための手段と見ていた。これは不利な遺伝的因子を持つ家庭の子供たちが、恵まれない人生に生まれるのを防ぎたかったためである。サンガーの優生思想には、排他的移民政策、避妊への自由なアクセス、高知能者に対する完全に独立した家族計画、および「重度の精神遅滞者」に対する強制隔離、強制不妊手術が含まれていた。また、ナチスドイツのレーベンスボルンのように早婚と多産支援を通じて適合者の人数を増進する、積極的優生学を実際的でないとして退けた。サンガーは安楽死には反対の立場をとった。多くの優生学運動の指導者、学者たちが不適合者を積極的に安楽死させよ、駄目人間に青酸カリを注射しろと叫んでいたがサンガーは反対し「他の産児制限運動仲間とは違い、不適合者もその子も電気椅子送りにするなど信じられない」と語っていた。サンガーは慈善団体が、産児制限に関する情報を提供したり子供の養育や教育を支援したりせず、貧困層の女性に無料の産科および産後ケアを提供していることを批判した。
またサンガーは、人種改良のためには自己決定による母親期こそが、唯一の揺るぎない土台だと信じていた。当初、彼女は産児制限の責任は国ではなく各々の高知能の親にあるべきだと主張した。後に彼女は「親になることへの許可は、市、郡、または州当局による夫婦の申請に基づいて発行されるものとする」こと、つまり出産許可制度を提案したが、行政裁量の効果には疑義的であるとし、この要件は各州の方針により実施されるべきであり、遵守した者への補助をすべきであって違反者を罰することによって強制されるべきではないと付け加えた。
| 「                             | 両親が健康であっても、子供の身体的、精神的欠陥に気付いた場合、それ以上子供を産むべきではない。どれほど子供が欲しくても、これから心理的、生理的苦痛を経験する子をこの世界に産み落とす権利はいかなる男女にもない。 | 」 |
| —Woman and the New Race 1920年 | |    |

サンガーは、生殖に適した人と不適切な人、優生学的な適合者、不適合者の判断が非常に困難であると認めており、優生学者の間で中産階級に対する顕著なバイアスが存在していると認識していた。しかし、彼女は精神薄弱者に対しては「紛れもなく自らの種を広めるべきではない」とし、このような明らかな者には強制不妊手術を義務付けることを支持していた。国際連盟と協同し世界人口会議を組織した彼女は、人口爆発が起こる世界人口において社会悪は増殖し永続する、と地球の未来について予測している。1957年、テレビ生放送の独占インタビューにおいて「罪というものを信じますか」という趣旨の質問をされた際、サンガーは以下のように返答している：
| 「                                       | 世界最大の罪は、遺伝病を持つ子供、実際に人間になる機会がない子供を世界に産み落とすことであると私は信じています。非行少年、囚人といったものは生まれた瞬間に決まります。これは人が犯すことのできる最大の罪です。 | 」 |
| —The Mike Wallace Interview (ABC) 1957年 | |    |

### 言論の自由
サンガーは生涯を通じて検閲に反対した。彼女の生家は無神論者の弁護士ロバート・G・インガーソルに傾倒していた。産児制限活動の初期、サンガーは産児制限を主にフェミニズムの問題ではなく、言論の自由の問題と見なしていた。1914年に彼女がデビュー作を出版したとき、避妊情報の流布を犯罪とするコムストック法への挑戦を明白にしている。ニューヨークにおいては、エマ・ゴールドマンがエドワード・ブリス・フットやセオドア・シュローダーなどの言論の自由同盟にサンガーを紹介し、その後同盟はサンガーの法廷闘争を支援するための資金援助とアドバイスをした。
当時避妊について講演が風俗壊乱罪にあったため、サンガーは少なくとも8回逮捕された。政府・自治体当局は、施設を閉鎖、また開催者を脅迫してまでサンガーの講演を妨害した。1929年、ボストンのジェームズ・カーリー率いる市政が、サンガーに対して話したら逮捕すると脅迫した。それに応え彼女は口に猿轡かませて黙ってステージに立ち、アーサー・シュレジンジャーが代読した。

### 性の心理学
サンガーの人体生理学についての理解及び実践的アプローチは当時としては進歩的ではあったものの、人間の性についての心理学に関する考え方は19世紀のフロイト以前の段階にとどまっており、ここにサンガーの限界があった。サンガーにとっての産児制限は、性交の望まざる副作用を抑制することに大きな意味があり、男女のセックスの楽しみを解放する手段としてではなかったように見える。性はサンガーにとってはある種の弱さであり、それを埋没させてしまうことが強さの現れであった。サンガーは、「セックス細胞」は生殖のために発射されるが、その液にはいろんなエッセンスがある。そういったエッセンスをもっと建設的な用途に向けるとすごいことができる。娘が恋愛などで体を使うのは自慰と変わらない、と述べている。
サンガーはまた、自慰を危険なものと見なしていた。サンガーによれば、慢性自慰患者程手に負えないものはなく、自慰ばかりやっていると大きくなっても自然なセックスができなくなってしまうという。また、サンガーにとって自慰は単なる肉体運動ではなく、精神状態の一つでもあった。思春期を過ぎた頃の男女が行う最悪の自慰は、猥褻な画像を思い浮かべたりする精神的なものであり、それによって脳が猥褻画像漬けになってしまう、との警告も発している。

## 後世への影響

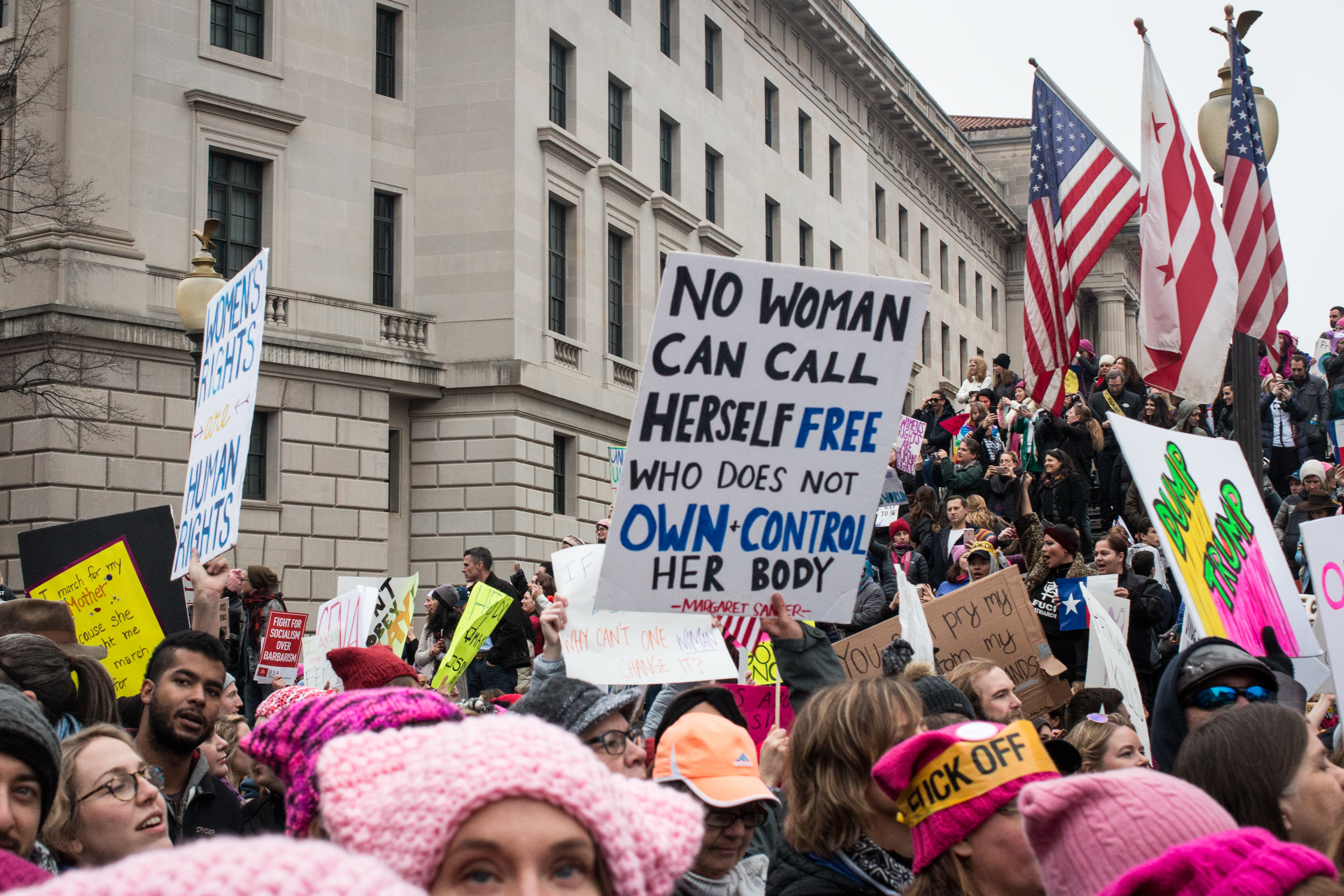
「自分の体をコントロールできない女性は、自分のことを自由だとは言えない。」というサンガーの語録を掲げる女性団体（ワシントンD.C.）

サンガーはウィリアム・マーストンの漫画（1941年）においてワンダーウーマンのモデルとなった。これは彼女のフェミニズム思想に感銘を受けたためだった。サンガーは1953年から1963年の間、ノーベル平和賞に31回ノミネートされた。サンガーの息子2人、グラントとステュアートは共に医師となり、孫のアレクサンダー・C・サンガーはリプロヘルス活動家で、国際家族計画連盟会長、米国家族計画連盟会長を歴任し国連人口基金親善大使として活動している。1966年、米国家族計画連盟は彼女の功績を称え、マーガレットサンガー賞を創設しリプロヘルスライツのために業績をあげた者を表彰している。医師をはじめ、ヒラリー・クリントン（2009年）、ナンシー・ペロシ（2014年）ら民主党員も受賞している。
現在でもサンガーについての論議はつきない。現代に続く産児制限運動の指導者として広く認識され、またアメリカ合衆国における産む権利（reproductive rights）運動の象徴である一方、「堕胎推進者」として非難を浴びる。米国家族計画連盟（プランド・ペアレントフッド、Planned Parenthood）や妊娠中絶合法化に反対するグループはサンガーの考え方を攻撃し、その際サンガーの努力に対し、産児制限は優生学による人種の「浄化」を願ったものだ、それどころか、マイノリティの近所に産児制限診療所を置き、彼らの絶滅を期しているのだと当てこすった。このため、サンガーの主張はたびたび文脈を無視して部分的に引用され、逆に社会主義や優生学への関与はしばしば合理化されたり、支持層や伝記作家から無視されたりする。
マイノリティに対するサンガーの業績は市民運動の指導者、例えばキング牧師からの敬意を受けている。同書（Planned Parenthood）によれば、サンガーは1930年にハーレムで家族計画診療所を開いた際に黒人スタッフを採用し、地域の大いなる支持を得たという。一方、黒人の産児制限であるニグロ・プロジェクト〈The Negro Project、1937年〉を発足するなど、優生学を支持していると批判されてきた。2020年に優生学運動との繋がりを理由として、全米家族計画連盟は創立者であるサンガーの名前を全米家族計画連盟のクリニックの名称から除去することを発表した。